# Bångbro
Bångbro er en mindre bebyggelse lige sydøst for Kopparberg i Ljusnarsbergs kommun, Västmanland (Örebro län), Sverige. Bångbro og Kopparberg er med tiden vokset sammen, og der findes ingen eksakt grænse mellem disse to byer. Bångbro var tidligere et udpræget industriområde med stålindustri, ejet af SKF. Stålværket blev i 1980'erne solgt til Uddeholms AB, som nedlagde virksomheden i 1987.

## Industrihistorie
Bångbro Järnverk (jernværk) blev i starten af 1870'erne anlagt ved Garhytteån, som forener søen Norra Hörken med Norrsjön. Initiativtagere var fabriksejeren Leo Wallmo (som senere fik en vej, Wallmovägen, opkaldt efter sig). Oprindeligt havde man planlagt at opføre fire højovne, bessemerværker, valseværk, støbeværk, mekanisk værksted m.m. for de 1,5 mio. SEK, som på det tidspunkt stod til rådighed. Arbejdet med at opføre det nye jernværk begyndte i januar 1872. I efteråret 1874 havde man ikke bare opbrugt hele aktiekapitalen, men firmaet var også havnet i en betydelig gæld. Jernværket bestod på dette tidspunkt af to højovne, bessemerværk, støbeværk, mekanisk værksted, rundsav og et stort kulhus samt arbejderboliger. Ud over det havde man ligeledes anlagt en 2000 meter lang kanal, og indkøbt en mindre jordejendom og et minefelt.
Omtrent samtidig med at jernværket stod færdigt, kunne byggeriet af Frövi–Ludvika Järnväg også afsluttes. Jernbanen (som senere skulle indgå i TGOJ) havde bygget en station ved Bångbro, og der blev nu anlagt et industrispor fra jernværket. Den økonomiske krise var dog et faktum, og Bångbro Järnverk blev købt af Motala Verkstad, som allerede i 1890 solgte det videre til et nyoprettet firma, AB Bångbro Rörverk.
Laxå bruk blev i starten af 1900-tallet medejer af jernværket, og i 1929 kom det ind under Hellefors Bruks AB (hvori Laxå bruk havde indgået siden 1917). Samtidig med at denne koncern blev opløst i 1958, overgik ejerforholdet til SKF. Stålindustrien, som herefter blev den største selvstændige arbejdsgiver i Ljusnarsbergs kommun, blev i 1980'erne solgt til Uddeholms AB. I 1987 nedlagde Uddeholms stålværket, og ca. 200 medarbejdere blev arbejdsløse.
I Uddeholms gamle lokaler (som blev delt op), startede der dog flere nye firmaer, hvoraf nogle fortsat har tilknytning til stålbranchen.
- Arbejderboliger
- Kanalen ved Bångbro

## Øvrigt
I foråret 1977 blev området ramt af store problemer ved snesmeltningen, da broen på gennemkørselsvejen (Riksväg 60) blev revet ned af vandmasserne. Der blev omgående opført en midlertidig bro, som i lang tid efterfølgende gjorde tjeneste som forbindelse over åen.
I 1988 blev der bygget en ny vej forbi Kopparberg og Bångbro, hvilket fik trafikken gennem området til at falde drastisk.